# UEFA-Europa-League-Finale 2024
Das UEFA-Europa-League-Finale 2024 war das Endspiel der UEFA Europa League 2023/24, der 53. Saison des von der UEFA organisierten zweitklassigen Vereinsfußballturniers Europas und der 15. Saison seit der Umbenennung von UEFA-Pokal in UEFA Europa League. Es wurde am 22. Mai 2024 zwischen Atalanta Bergamo und Bayer 04 Leverkusen im Aviva Stadium der irischen Hauptstadt Dublin ausgetragen.
Atalanta gewann seinen ersten europäischen Pokal und den ersten Pokal seit 61 Jahren dank eines Hattricks von Ademola Lookman, der allererste Hattrick in einem Europa-League-Finale, einem europäischen Finale seit Jupp Heynckes im UEFA-Pokal-Rückspiel 1975 und der erste in einem europäischen Endspiel ohne Rückspiel seit Pierino Prati im Europapokalfinale der Landesmeister 1969. Atalanta war außerdem der 30. Verein, der den UEFA-Pokal/die Europa League gewann, und zugleich der erste italienische Verein seit Parma im Jahr 1999. Die Niederlage Leverkusens im UEFA-Europa-League-Finale 2024 gegen Atalanta Bergamo war Leverkusens erste Niederlage nach 51 wettbewerbsübergreifenden Pflichtspielen, wobei der letzte deutsche Verlierer im Finale des UEFA-Pokals/der Europa League Werder Bremen um 2009 war. Mit dem erstmaligen Titel in der Bundesliga, den Finalteilnahmen am DFB-Pokal und Europapokal hätte Leverkusen das erste Triple seiner Vereinsgeschichte erreichen können.
Damit qualifizierte sich Atalanta Bergamo als Sieger der UEFA Europa League 2023/24 für den UEFA Super Cup 2024 gegen Real Madrid, der Gewinner der UEFA Champions League 2023/24 und wird in der UEFA-CONMEBOL Club Challenge 2024 gegen Liga de Quito, dem Gewinner der Copa Sudamericana 2023, spielen. Außerdem qualifizierte sich Atalanta Bergamo für die UEFA Champions League 2024/25, wobei der Verein sich ebenso durch den fünften Platz in der Serie A bei neu gewichteter Zugangsliste qualifizierte.

## Hintergrund
Das UEFA-Europa-League-Finale 2024 war Atalanta Bergamos erstes europäisches Pokalfinale. Vorher hatte mit der AC Parma 1999 im Vorgängerwettbewerb UEFA-Pokal zuletzt ein italienischer Verein den Pokal gewonnen. Atalanta hatte eine Woche zuvor das Finale der Coppa Italia 2023/24 gegen Juventus Turin mit 0:1 verloren. Für Bayer 04 Leverkusen war es das erste Europapokalfinale seit der Niederlage im Finale der UEFA Champions League 2001/02 gegen Real Madrid. Leverkusen hatte sich zuvor erstmals in seiner Vereinsgeschichte die Meisterschaft in der Fußball-Bundesliga gesichert und war ungeschlagen geblieben. Es stand auch im Finale des DFB-Pokals 2023/24 und konnte das Triple anstreben.
Beide Teams trafen zuvor nur zweimal im Achtelfinale der UEFA Europa League 2021/22 aufeinander, wobei Atalanta beide Spiele, 3:2 zu Hause und 1:0 auswärts, gegen Leverkusen gewann.

## Austragungsort
Am 16. Juli 2021 gab das UEFA-Exekutivkomitee bekannt, dass das Aviva Stadium in Dublin aufgrund des Entzugs der Austragungsrechte für die Fußball-Europameisterschaft 2021 die Austragungsrechte für das Endspiel 2024 erhielt. Dies war Teil einer Vergleichsvereinbarung der UEFA, um die Anstrengungen und finanziellen Investitionen anzuerkennen, die für die Ausrichtung der Fußball-EM 2021 unternommen wurden. Nach dem Finale 2011 war es das zweite Mal, dass ein UEFA-Europa-League-Finale im Aviva Stadium ausgetragen wurde.

## Weg ins Finale
Anmerkung: Die Ergebnisse werden jeweils aus Sicht der Finalisten angegeben. (H: Heimspiel, A: Auswärtsspiel)
| Pl. | Verein            | Sp. | S | U | N | Tore    | Diff. | Punkte |
| --- | ----------------- | --- | - | - | - | ------- | ----- | ------ |
| 1.  | Atalanta Bergamo  | 6   | 4 | 2 | 0 | 012:400 | +8    | 14     |
| 2.  | Sporting Lissabon | 6   | 3 | 2 | 1 | 010:600 | +4    | 11     |
| 3.  | SK Sturm Graz     | 6   | 1 | 1 | 4 | 004:900 | −5    | 04     |
| 4.  | Raków Częstochowa | 6   | 1 | 1 | 4 | 003:100 | −7    | 04     |

| Pl. | Verein              | Sp. | S | U | N | Tore    | Diff. | Punkte |
| --- | ------------------- | --- | - | - | - | ------- | ----- | ------ |
| 1.  | Bayer 04 Leverkusen | 6   | 6 | 0 | 0 | 019:300 | +16   | 18     |
| 2.  | Qarabağ Ağdam       | 6   | 3 | 1 | 2 | 007:900 | −2    | 10     |
| 3.  | Molde FK            | 6   | 2 | 1 | 3 | 012:120 | ±0    | 07     |
| 4.  | BK Häcken           | 6   | 0 | 0 | 6 | 003:170 | −14   | 0      |

## Spielbericht
In der 12. Minute ging Atalanta in Führung durch Ademola Lookman, der vor Exequiel Palacios lief und den Ball aufs Tor in der oberen linken Ecke des Netzes schoss. Lookman verdoppelte die Führung von Atalanta vierzehn Minuten später, nachdem er den Ball gesammelt und an Granit Xhaka vorbeidribbelte, bevor Lookman seinen Schuss in die untere rechte Ecke des Netzes schoss. Leverkusen hätte nach einem Pass von Alejandro Grimaldo durch Palacios beinahe den Anschlusstreffer geschafft, doch der Versuch des Spaniers landete in den Händen von Juan Musso. Atalanta drängte im Verlauf des Spiels auf den dritten Tor, wobei Charles De Ketelaere einen Schuss von Matěj Kovář abwehren konnte. Piero Hincapié musste eine Flanke von Teun Koopmeiners hindern, damit der Ball nicht De Ketelaere erreichen konnte. In der 75. Minute vollendete Lookman seinen Hattrick, nachdem er den Ball von Gianluca Scamacca auf der linken Seite bekommen hatte und diesen in der oberen rechten Ecke des Netzes landete. Das Spiel endete mit einem 3:0-Sieg von Atalanta und somit sicherte Atalanta seinen ersten europäischen Pokal und den ersten Pokal seit 61 Jahren.

## Spieldaten
| Atalanta Bergamo                                                     | Atalanta Bergamo | Bayer 04 Leverkusen | Bayer 04 Leverkusen | Aufstellung                                            |
| -------------------------------------------------------------------- | --- | --- | ------------------- | ------------------------------------------------------ |
| Atalanta Bergamo                                                     | \| Finale \| \| 22. Mai 2024 um 20:00 Uhr (21:00 Uhr MESZ) in Dublin (Aviva Stadium) \| \| Ergebnis: 3:0 (2:0) \| \| Zuschauer: 47.135 \| \| Schiedsrichter: István Kovács ( Rumänien) \| \| Spielbericht \| | \| Finale \| \| 22. Mai 2024 um 20:00 Uhr (21:00 Uhr MESZ) in Dublin (Aviva Stadium) \| \| Ergebnis: 3:0 (2:0) \| \| Zuschauer: 47.135 \| \| Schiedsrichter: István Kovács ( Rumänien) \| \| Spielbericht \| | Bayer 04 Leverkusen | Aufstellung Atalanta Bergamo gegen Bayer 04 Leverkusen |
| Atalanta Bergamo                                                     | Juan Musso – Berat Djimsiti , Isak Hien, Sead Kolašinac (46. Giorgio Scalvini) – Davide Zappacosta (84. Hans Hateboer), Éderson, Teun Koopmeiners, Matteo Ruggeri (90.+1' Rafael Tolói) – Charles De Ketelaere (57. Mario Pašalić), Gianluca Scamacca (84. El Bilal Touré), Ademola Lookman Cheftrainer: Gian Piero Gasperini | Matěj Kovář – Josip Stanišić (46. Victor Boniface), Jonathan Tah , Edmond Tapsoba – Jeremie Frimpong (81. Nathan Tella), Granit Xhaka, Exequiel Palacios (69. Robert Andrich), Piero Hincapié – Florian Wirtz (81. Patrik Schick), Amine Adli, Alejandro Grimaldo (69. Adam Hložek) Cheftrainer: Xabi Alonso ( Spanien) | Bayer 04 Leverkusen | Aufstellung Atalanta Bergamo gegen Bayer 04 Leverkusen |
| Atalanta Bergamo                                                     | 1:0 Ademola Lookman (12.) 2:0 Ademola Lookman (26.) 3:0 Ademola Lookman (75.) | | Bayer 04 Leverkusen | Aufstellung Atalanta Bergamo gegen Bayer 04 Leverkusen |
| Atalanta Bergamo                                                     | Berat Djimsiti (22.), Gianluca Scamacca (35.), Davide Zappacosta (60.), Teun Koopmeiners (70.) | Florian Wirtz (35.), Edmond Tapsoba (67.), Robert Andrich (73.) | Bayer 04 Leverkusen | Aufstellung Atalanta Bergamo gegen Bayer 04 Leverkusen |
| Atalanta Bergamo                                                     | Spieler des Spiels: Ademola Lookman (Atalanta Bergamo) | | Bayer 04 Leverkusen | Aufstellung Atalanta Bergamo gegen Bayer 04 Leverkusen |
| Finale                                                               | | |                     |                                                        |
| 22. Mai 2024 um 20:00 Uhr (21:00 Uhr MESZ) in Dublin (Aviva Stadium) | | |                     |                                                        |
| Ergebnis: 3:0 (2:0)                                                  | | |                     |                                                        |
| Zuschauer: 47.135                                                    | | |                     |                                                        |
| Schiedsrichter: István Kovács ( Rumänien)                            | | |                     |                                                        |
| Spielbericht                                                         | | |                     |                                                        |

## Trivia
Der Sieg bescherte Atalanta Bergamo den zweiten großen Pokal während seiner 116-jährigen Vereinsgeschichte, mehr als sechs Jahrzehnte nach dem Gewinn im Finale der Coppa Italia 1962/63. Mit 66 Jahren und 117 Tagen wurde Atalantas Trainer Gian Piero Gasperini nach Raymond Goethals, Jupp Heynckes und Alex Ferguson der viertälteste Trainer, der einen europäischen Pokal gewann. Dieses Finale war die höchste Niederlage einer deutschen Mannschaft in einem europäischen Pokalendspiel seit der 0:3-Niederlage von Borussia Dortmund gegen Juventus Turin im UEFA-Pokal-Rückspiel 1993. In Bezug auf die europäischen Endspiele, die nur in einem Spiel ausgetragen wurden, war dieses Finale die größte Niederlage einer deutschen Mannschaft seit der 3:7-Niederlage von Eintracht Frankfurt im Europapokalfinale 1960 gegen Real Madrid. Atalantas Stürmer Ademola Lookman erzielte den ersten Hattrick in einem Europa-League-Finale. Die Niederlage Leverkusens gegen Atalanta Bergamo war Leverkusens erste Niederlage nach 52 wettbewerbsübergreifenden Pflichtspielen. Botschafter des Finales war der ehemalige irische Nationalspieler John O’Shea.